# Jürg Leuthold (Physiker)

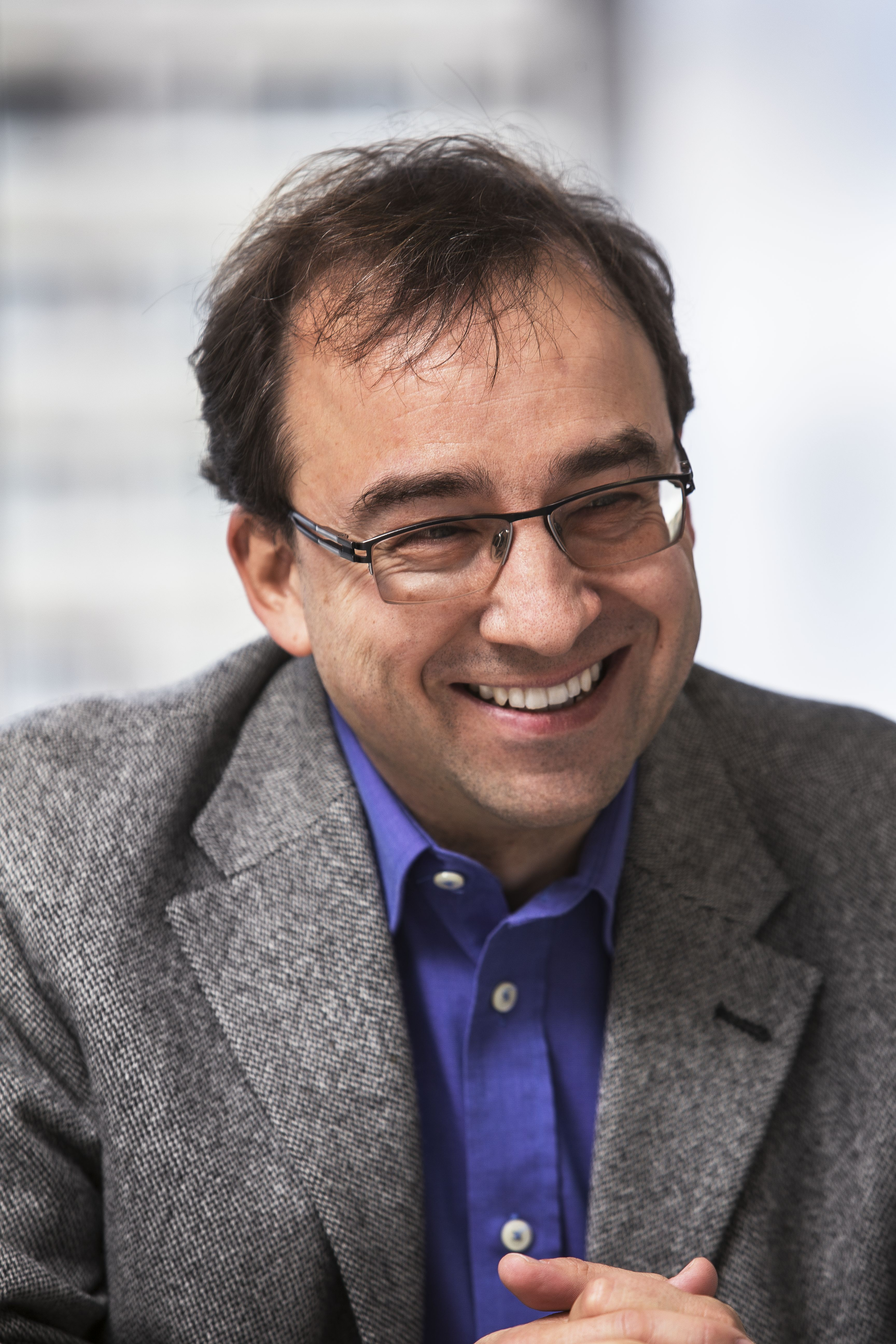
Jürg Leuthold (2014)

Jürg Leuthold (* 11. Juli 1966, heimatberechtigt in Nesslau) ist ein Schweizer Physiker und Hochschullehrer.

## Leben
Leuthold besuchte die Primar- und Sekundarschulen in Necker SG von 1973 bis 1981. Es folgte die Kantonsschule Wattwil von 1981 bis 1985. Dann absolvierte er ein Studium der Physik an der ETH Zürich ab 1986 und erwarb das Diplom als Physiker ETH und 1991 die Lehrerlaubnis als Physiklehrer. Während einiger Monate war Leuthold im Labor des Nobelpreisträgers Richard R. Ernst mit Kernspinresonanz (MRI) beschäftigt. Dann trat er 1992 ins Institut für Quantenelektronik der ETH Zürich-Hönggerberg ein. Dort arbeitete er unter der Leitung von Hans Melchior im Bereich der Optoelektronik. Bei ihm erfolgte 1998 die Promotion zum Dr. rer. nat. mit der Arbeit Advanced indium-phosphide waveguide Mach-Zehnder interferometer all-optical switches and wavelength converters.
Anschliessend trat Leuthold den Bell Laboratories (Lucent Technologies) in Holmdel, USA, bei. Dort forschte er an III-V-Verbindungshalbleitern zur Optimierung der Lichtwellenleiter-Kommunikation.
Ab 2004 war Leuthold Ordentlicher Professor für Photonik und Quantenelektronik am Karlsruher Institut für Technologie, war an Helmholtz-Programmen der Quantentechnologie beteiligt und war Mitglied einer Denkfabrik der Helmholtz-Gemeinschaft. Seit 2013 ist er Ordentlicher Professor für Photonik und Kommunikation und Leiter des Instituts für Elektromagnetische Felder im Departement für Informationstechnologie und Elektrotechnik  der ETH Zürich. Seine Gruppe ist bekannt für die kleinsten und schnellsten Schalter und Detektoren auf dem Gebiet der optischen Kommunikation und der Mobilkommunikation. Dank Unterstützung der Werner Siemens-Stiftung über die ETH Foundation kann Leuthold zusammen mit Fachkollegen der ETH und des Karlsruher Instituts für Technologie (KIT) von 2017 bis 2025 das neue Zentrum für Einzelatom-Elektronik und Photonik aufbauen.

## Forschungsschwerpunkte
- Optimierung optischer Kommunikation für höchste Datenübertragungsraten
- Mikrowellen-Photonik
- Anwendung von Plasmonen
- Integrierte Optik
- Anwendung von Memristoren.

## Mitgliedschaften
- Mitglied Schweizerische Akademie der Technischen Wissenschaften[4]
- Mitglied Optical Society of America Meetings Council
- Kuratoriumsmitglied Fraunhofer-Institut für Angewandte Festkörperphysik (IAF) in Freiburg i. Br.
- korrespondierendes Mitglied Heidelberger Akademie der Wissenschaften
- Stiftungsrat der Forschungsstiftung Strom und Mobilkommunikation
- Mitglied des Steuerungsausschusses Informationstechnische Gesellschaft des VDI 5.3.1 Modellierung von Photonikkomponenten und Systemen.[5]

## Auszeichnungen
- 2018: Doron-Preis der Marc Rich Gruppe[6]
- 2015: ERC Advanced Research Grant
- 2013: Fellow IEEE
- 2010: Hector Fellow[7]
- 2009: Landesforschungspreis Baden-Württemberg für Ergebnisse mit Silizium-Nanotechnologie
- 2009: Fellow Optical Society of America (OSA)
- 2007: einer der fünf besten  Erfinder im Bereich Optik, Verein Deutscher Ingenieure.
- 1999: Auszeichnung Lucent President’s Award for Team Excellence (für vollintegrierten 100 Gb/s InP Optikchip zur Datenverschlüsselung)

## Veröffentlichungen
- Listen von 2015 bis 2021 Publications Prof. Leuthold.  Institute of Electromagnetic Fields, ief.ee.ethz.ch, abgerufen am 22. Mai 2021.